# スペシャリスト 自覚なき殺戮者
『スペシャリスト 自覚なき殺戮者』（スペシャリスト じかくなきさつりくしゃ、フランス語: Un spécialiste, portrait d'un criminel moderne）は、エイアル・シヴァンが監督した1999年のドキュメンタリー映画。
ハンナ・アーレント『エルサレムのアイヒマン』（みすず書房）を下敷きに、アドルフ・アイヒマンに関する既存の映像アーカイブを編集して構成されている。
この映像アーカイブは、シヴァンが新たに発掘したもので、アイヒマン裁判の一部を記録したビデオテープ350時間に及ぶものであった。このドキュメント作品では、オリジナル映像にデジタル加工を施している箇所も含まれている。
この作品は、1999年のベルリン国際映画祭の正式招待作品 (official selection) として、2月13日に初公開された。以降、1999年から2000年にかけて、各地の国際映画祭などで上映された。